# Tasha Smith
Tasha Smith, född 28 februari 1971 i Camden, New Jersey, är en amerikansk skådespelare.
Smith har bland annat medverkat i TV-serien Survival of the Thickest från 2023. Hon har även medverkat i filmerna Why Did I Get Married? från 2007 och Dolemite Is My Name från 2019.

## Filmografi (i urval)
- 2007 – Why Did I Get Married?
- 2015–2020 – Empire (TV-serie)
- 2019 – Dolemite Is My Name
- 2023 – Survival of the Thickest (TV-serie)
- 2024 – Bad Boys: Ride or Die
- 2024 – The Deliverance